# 생물학의 대칭

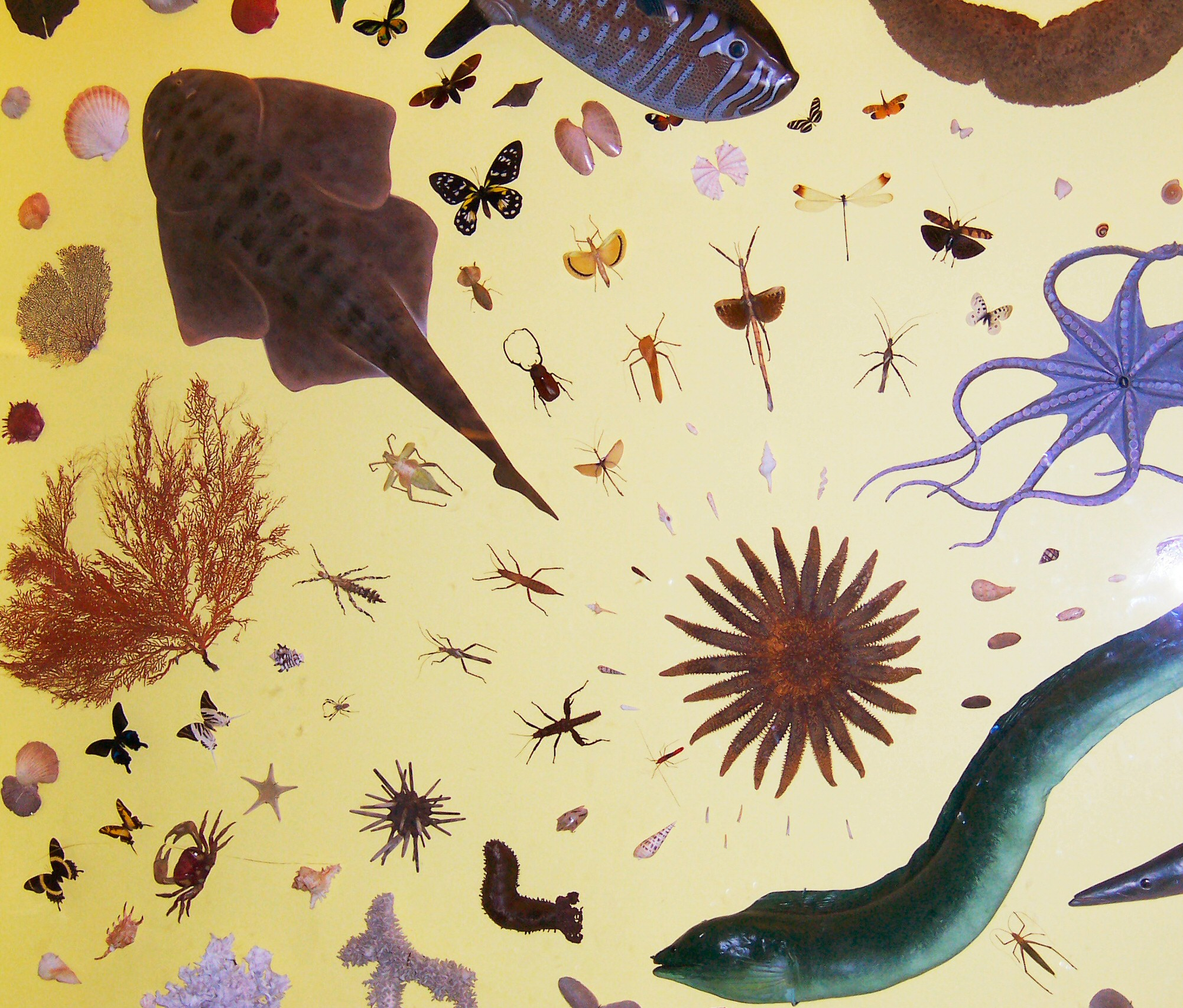

생물학의 대칭 또는 생물학의 대칭형은 생물의 체내에서 볼 수 있는 대칭 배열 모양이다.
극축이 있으면 이것을 중심으로 한 대칭 관계가 나타나는데, 수학적·물리적인 뜻의 대칭만큼 엄밀한 것은 아니다. 방사대칭은 식물에서 매우 일반적으로 볼 수 있다. 관속 식물의 줄기나 뿌리의 구조, 특히 관다발의 배열은 그 좋은 예가 된다. 일반적으로 식물체에는 둥근 기둥 모양의 부분이 많아서, 그 내부 구조가 방사대칭인 경우가 많다. 또 꽃받침, 꽃잎 등에서와 같이 꽃의 각 요소가 방사대칭적으로 배열되어 있는 경우도 많다.
반면, 잎의 경우에는 축에 대하여 좌우대칭 형태를 취하고 있는 것이 많다. 그러나 정확한 대칭이 아니고, 다소 대칭성이 흐트러진 잎(뽕나무)도 있으며, 베고니아의 잎처럼 비대칭적인 것도 있다.

## 같이 보기
- 좌우대칭동물
- 방사대칭동물